# مسجد جامع میلان
مسجد جامع میلان مربوط به دوره صفوی - دوره قاجار است و در شهرستان اسکو، روستای میلان واقع شده و این اثر در تاریخ ۱۶ مهر ۱۳۷۹ با شمارهٔ ثبت ۲۷۹۲ به‌عنوان یکی از آثار ملی ایران به ثبت رسیده است.